# Ingvar Kamprad
Feodor Ingvar Kamprad (30. března 1926 Elmtaryd – 27. ledna 2018 Småland) byl švédský podnikatel, který založil nábytkářský maloobchodní řetězec IKEA. K roku 2009 byl časopisem Forbes řazen jako nejbohatší Evropan a zároveň pátá nejbohatší osoba na světě. Jeho čisté jmění bylo odhadováno na 22 miliard dolarů.[zdroj?]

## Životopis
Kamprad se narodil na farmě Elmtaryd, v blízkosti malé vesnice Agunnaryd v obci Ljungby ve švédské provincii Småland. Jeho babička, česká Němka, pocházela z oblasti českého města Mostu. Své podnikání začal rozvíjet již jako mladý chlapec, když začal prodávat ve svém okolí zápalky. Ze zápalek se podnikání rozšířilo na prodej ryb, pak vánočních ozdob, semen a později i psacích potřeb. Když bylo Kampradovi 17 let, dostal od otce finanční odměnu za studia. Tyto peníze použil pro rozvoj společnosti IKEA, kterou založil. Její název je složenina z jeho iniciálů (Ingvar Kamprad), rodinné farmy, kde se narodil (Elmtaryd) a nedaleké vesnice (Agunnaryd).
Kamprad přiznal, že dyslexie, kterou trpí, hraje velkou roli v životě jeho společnosti. Například švédsky znějící jména nábytku prodávaného v IKEA původně vybral Kamprad, protože měl velké potíže se zapamatováním původních jmen.[zdroj?]
Od roku 1976 žil Kamprad ve švýcarském Epalinges. Podle rozhovoru v časopisu TSR z roku 2006 řídil Kamprad asi 15 let staré Volvo, létal pouze ekonomickou třídou a říkal zaměstnancům společnosti IKEA, aby vždy psali z obou stran papíru. Kamprad byl také známý tím, že se rád chodil stravovat do svých levných restaurací v IKEA. Též o něm bylo známo, že dárky a vánoční papíry nakupoval ve slevách.[zdroj?]
Při práci s výrobci nábytku v Polsku se z Kamprada stal alkoholik.[zdroj?] Později však prohlásil, že jeho konzumace alkoholu již je opět pod kontrolou.[zdroj?]

### Činnost za nacismu
V roce 1994 byly po smrti švédského fašistického aktivisty Pera Engdahla zveřejněny spisy, ve kterých bylo odhaleno, že se Kamprad v roce 1942 stal členem nacistické skupiny Pera Engdahla. Kdy Kamprad ukončil členství ve skupině, není známo. Kamprad zůstal ale Engdahlovým přítelem až do začátku roku 1950.[zdroj?] Kamprad prohlásil, že svého členství ve skupině velice lituje a považuje to za největší chybu ve svém životě. Následně napsal dopisy s omluvou všem zaměstnancům IKEA židovského původu.

### Čisté jmění
Podle švédského týdeníku Veckans Affärer byl nejbohatší osobou na světě. Tento údaj vycházel z předpokladu, že Kamprad je vlastníkem celé společnosti; ve skutečnosti však měl Kamprad ve společnosti pouze podíl a zbytek vlastnily nadace Stichting INGKA Foundation a holding INGKA Holding.

## Nadace Stichting INGKA
V Nizozemsku registrovaná nadace Stichting INGKA je pojmenována po Kampradovi, který byl jejím předsedou, a je vlastníkem holdingu INGKA Holding. Tato dobročinná nadace byla dle hospodářského deníku The Economist v květnu 2006 označena za nejbohatší nadaci na světě, přičemž její čistá hodnota se odhadovala na 36 miliard USD[zdroj?], čímž překonala i nadaci Billa a Melindy Gatesových.[zdroj?]

## Dílo
I když byl Kamprad na poli umění méně známá osoba, angažoval se i jako autor uměleckých děl. Jeho první dílo se jmenuje A Testament of a Furniture Dealer („Odkaz prodavače nábytku“) a pojednává o detailech společnosti IKEA, o jejím šetření, nadšení pro práci a podobně. Napsal ho v roce 1976 a od té doby je považováno za základní ideologii maloobchodní nábytkářské koncepce IKEA.[zdroj?] Spolupracoval také se švédským novinářem Bertilem Torekullem na knize Leading by Design: The IKEA story.